# Марсельські шахи
Марсельські шахи — варіант шахів, у якому кожний гравець пересуває свої фігури два рази за хід. Правила гри вперше опублікувала 1925 року в Марселі місцева газета Le Soleil. Цей варіант шахів став дуже популярним наприкінці 1930-х років. Нині гра обмежено поширена у Франції, Італії, США, доступна на деяких шахових вебсерверах.

## Історія
Творець гри й точна дата її появи невідомі. Одна версія приписує її створення журналістам Альберту Фортісу (1871—1926) і Дж. Россо (які жили в Марселі на початку XX століття), інша — якомусь Жану де Квелару. Гру придумали в проміжку між закінченням Першої світової війни та 1925 роком, коли газета Le Soleil опублікувала правила.
Гра викликала інтерес багатьох шахістів, у неї грали такі імениті гросмейстери, як Олександр Алехін, Ріхард Реті, Євген Зноско-Боровський, Андре Шерон. Тим не менш за своїм поширенням марсельські шахи не йдуть в жодне порівняння з класичними шахами. Донедавна гру підтримували кілька аматорських організацій. Турніри за класичними правилами марсельських шахів проходили в Женеві.

## Правила
- Отримавши право на хід, гравець може рухати свою фігуру або пішака два рази або пересунути дві різні фігури або пішаки.
- Як і у звичайних шахах, рокіровка вважається за один рух.
- Якщо гравець перший раз пересуваючи свою фігуру або пішака оголошує королю супротивника шах, то він втрачає право на другий рух.
- Якщо гравець отримав шах, то у відповідь своїм першим рухом він повинен піти або захиститися від шаху. Якщо він не може цього зробити, вважається, що на дошці стоїть мат — гравець, що його отримав, програє партію.
- Роблячи хід, не можна першим рухом ставити свого короля під шах, а другим — йти з-під нього.
- Правило взяття на проході діє, як і у звичайних шахах. Взяти пішака на проході можна навіть у тому випадку, якщо його перемістили першим рухом з двох. Брати пішака на проході потрібно своїм першим рухом, але якщо на попередньому ході супротивник зробив два «довгих» рухи пішаками через бите поле, то ходом у відповідь можна взяти обидва ці пішаки.

Пропонували й пропонують досі зміни до правил. Зокрема, щоб уникнути занадто великої переваги для білих, часто застосовують «збалансований» варіант марсельських шахів, у якому білі на першому ході в партії роблять лише один рух. Переміщення фігур та пішаків відбуваються наступним чином: білі, чорні, чорні, білі, білі, чорні, чорні, і т. д. Це правило запропонував 1963 року Роберт Брюс і відтоді воно отримало широке визнання.
Початковий варіант взяття на проході призводить до протиріччя, що не дозволено правилами. Неясно, як трактувати ситуацію, коли суперник першим рухом пішов пішаком через бите поле, а другим — зайняв це поле своєю фігурою; чи пішак, той що б'є, одночасно бере на проході та забирає фігуру, яка туди потрапила? Тому останнім часом часто застосовують варіант правила про взяття на проході, ближчий до класичних шахів: взяти на проході можна лише пішака, яким суперник походив через бите поле другим рухом на попередньому ході.